# Islamische Aktionsfront
Die Islamische Aktionsfront (arabisch جبهة العمل الاسلامي Dschabhat al-Amal al-Islami, DMG Ǧabhat al-ʿAmal al-Islāmī), englisch Islamic Action Front (IAF) ist die Partei des jordanischen Zweiges der Muslimbruderschaft. Die IAF wurde 1992 als Reaktion auf die Liberalisierung des jordanischen Parteiengesetzes gegründet. Die Muslimbruderschaft existiert in Jordanien bereits seit 1945.
Ziel der IAF ist die Einführung und Anwendung islamischen Rechts in Jordanien. Die IAF gilt als anhängerstärkste Partei des Landes.

## Organisationsstruktur
Die Funktionäre werden von den Parteimitgliedern gewählt. Zu Entscheidungen z. B. über Teilnahme oder Boykott von Wahlen werden vereinzelt parteiinterne Mitgliederbefragungen durchgeführt.
Die Entscheidung über höchste Führungsämter wird von der Muslimbruderschaft getroffen. Generalsekretär der Partei war 2007 Zaki Bani Irsheid. Er löste im Mai 2006 Hamza Mansur ab.
Die IAF verbreitet die wöchentlich erscheinende Publikation Al-Sabil („Der Pfad“).

### Flügel
Unterschiedliche Positionen bestehen innerhalb der IAF insbesondere hinsichtlich der Positionierung gegenüber dem jordanischen Staat, der anzustrebenden Rolle des Islam in der Gesellschaft und dem israelisch-palästinensischen Konflikt. Radikalere Kräfte fordern die rasche Einführung der Scharia und unterstützen offen auch militante Islamisten im Ausland. 2006 dominierten radikale Kräfte die Partei. Gemäßigtere Positionen innerhalb der IAF verstehen die Partei als loyale Opposition, streben einen graduellen Wandel der Gesellschaft an und vermeiden es, sich offen auf Seiten der Hamas zu positionieren.

## Ideologie
Die IAF tritt für die Umsetzung islamischen Rechts ein, besonders um ihre Anhänger in moralischen Fragen mobilisieren zu können. 2006 setzte sich die IAF gegen den Verkauf von Alkohol und die Verwendung der englischen Sprache im Schulunterricht ein. Ein weiterer Schwerpunkt ist die Bekämpfung der Korruption. In wirtschaftlichen Fragen vertritt die IAF populistische Positionen und protestiert u. a. gegen steigende Treibstoffpreise.
Am 23. Oktober 2005 legte die IAF ein Reformprogramm vor, dass auf der Grundlage islamischen Rechts u. a. eine stärkere Rolle des Parlaments fordert.
Die IAF lehnte ein nach Attentaten 2005 erlassenes Terrorismusgesetz ab, das über die bisher untersagte Beteiligung an terroristischen Aktionen auch die Unterstützung von Terrorismus unter Strafe stellt.
2006 verurteilte die IAF den sudanesischen Islamisten Hassan al-Turabi, nachdem dieser sich für eine weniger rigide Positionen zur Verschleierung von Frauen ausgesprochen hatte.

## Außenpolitische Positionen

### Position gegenüber Israel
Den 1994 geschlossenen Friedensvertrag zwischen Jordanien und Israel lehnt die IAF weiterhin ab.
In ihrem Wahlprogramm 2003 äußerte die IAF, dass der Konflikt mit Israel zivilisatorischer Art sei. Es bestehe ein grundsätzlicher Konflikt zwischen allen Muslimen und dem Staat Israel, der nicht mit einem Friedensvertrag beendet werden könne.
Während der Auseinandersetzungen zwischen Israel und der Hisbollah im Libanonkrieg 2006 organisierte die IAF Demonstrationen, auf der in Sprechchören „Bombardiert Tel Aviv!“ gerufen wurde. Die Teilnehmer äußerten zudem ihre Unterstützung für Hizbollah und Hamas.
Im Februar 2007 rief die IAF Muslime zum Kampf gegen Israel auf. Bauarbeiten auf dem Vorplatz der Klagemauer stellten einen Angriff auf religiöse Stätten des Islam dar; jeder Muslim habe die Pflicht sich an der Abwehr dieses Angriffes zu beteiligen.

### Unterstützung für militante Islamisten
1999 setzte sich die IAF erfolgreich für die Freilassung von Abu Musab az-Zarqawi aus jordanischer Haft ein.
Nach der Tötung des vorwiegend im Irak aktiven Abu Mus'ab az-Zarqawi würdigte ein Abgeordneter der IAF im jordanischen Parlament diesen als „Märtyrer“. Zarqawi stand der Al-Qaida nahe und war für zahlreiche Attentate v. a. auf schiitische Zivilisten verantwortlich. Zwei Abgeordnete der IAF, Mohammad Abu Farei und Ali Abul Sukkar, wurden zu einer 13-monatigen Haftstrafe verurteilt, nachdem sie am Begräbnis al-Zarqawis teilgenommen hatten. Sie wurden jedoch kurz darauf begnadigt.

### Position zum Iran
Hamza Mansur, damals Generalsekretär der IAF, begrüßte im Mai 2006 Fortschritte im iranischen Atomprogramm. Muslime hätten die Pflicht, sich Atomwaffen gegen ihre Feinde zu beschaffen.

## Wahlergebnisse
Bei den Wahlen zum jordanischen Unterhaus 2003 erreichte die IAF 10,3 Prozent der Stimmen.
2024 gewann die IAF bei den jordanischen Parlamentswahlen 31 der 138 Sitze und wurde damit stärkste Kraft bei einer Wahlbeteiligung von 32 Prozent. Im Vergleich zur letzten Wahl verdreifachte sie damit ihr Ergebnis; wobei sie vor allem vom Unmut aufgrund des laufenden Israel-Gaza-Krieges profitierte.